# Yashnail
Yashnail är en ort i Mexiko.   Den ligger i kommunen San Juan Cancuc och delstaten Chiapas, i den sydöstra delen av landet, 800 km öster om huvudstaden Mexico City. Yashnail ligger 1 784 meter över havet och antalet invånare är 346.
Terrängen runt Yashnail är bergig, och sluttar norrut. Runt Yashnail är det ganska tätbefolkat, med 75 invånare per kvadratkilometer. Närmaste större samhälle är Chiloljá, 4,1 km nordväst om Yashnail. I omgivningarna runt Yashnail växer i huvudsak städsegrön lövskog.